# دانشگاه کاتولیک کره
دانشگاه کاتولیک کره (به کره ای: 가톨릭대학교 Hanja: 天主教大學校) یک دانشگاه خصوصی کاتولیک رومی در بوچئون، استان گیونگ‌گی، کره جنوبی است. این دانشگاه در سال ۱۸۵۵ تأسیس شد. دانشگاه کاتولیک کره دارای پردیس‌هایی در سئول و بوچئون است. دانشکده پزشکی این دانشگاه دارای هشت بیمارستان در سراسر کشور است.
دانشگاه کاتولیک کره مدارک لیسانس، کارشناسی ارشد و دکترا در الهیات کاتولیک، علوم انسانی، علوم اجتماعی، علوم طبیعی، پزشکی و مهندسی ارائه می‌دهد.